# Bent Jørgensen
 Der er flere personer med dette navn, se Bent Jørgensen (flertydig).
Bent Jørgensen (født 19. september 1933 i Rønne) er en dansk cand.mag. i zoologi, botanik, geografi og geologi, der har udgivet en lang række bøger om dyr. I 1958 blev han student, og i 1965 blev han cand.mag. med zoologi som hovedfag. Han debuterede som forfatter allerede i 1966. I samme år blev han gift med grafiker og maler Maria Thorsen.

### Zoologisk Museum og Zoologisk Have
1965-79 var Bent Jørgensen udstillingschef ved Zoologisk Museum i København.
Bent Jørgensen er mest kendt fra København Zoo, hvis direktør han var i perioden 1979-94. Direktøren boede blandt havens dyr. Til Jørgensens nyskabelser som Zoo’s direktør hører etableringen af børnezoo, tropehus og abejungle.

### TV-vært
Bent Jørgensen har desuden været vært for TV 2's dyreprogram "Med Næb og Kløer".

### Andet virke
Som 17-årig postelev udgav Jørgensen et internationalt zoologisk tidsskrift, som stadig findes. I sine unge år oprettede han i 1951 bladet "International Zoo-news", som han senere af økonomiske grunde solgte videre. Det udgives stadig nu fra England med Nicholas Gould som redaktør.
Bent Jørgensen var sammen med Jens Meulengracht-Madsen, en velkendt og dygtig akvarist, redaktør for Danmarks Radios naturvidenskabelige spørgeprogram Lexicon fra 1967 til 1987.
I dag er han en anerkendt foredragsholder og forfatter. Jørgensen blandede sig i debatten om aflivningen og den offentlige obduktion af giraffen Marius.
Jørgensen modtog Kaskelotprisen i 1982.
Bent Jørgensen modtog KulturBornholms Sprogpris 2014; præmien var en side røget bornholmsk laks.